# Shi Dongshan

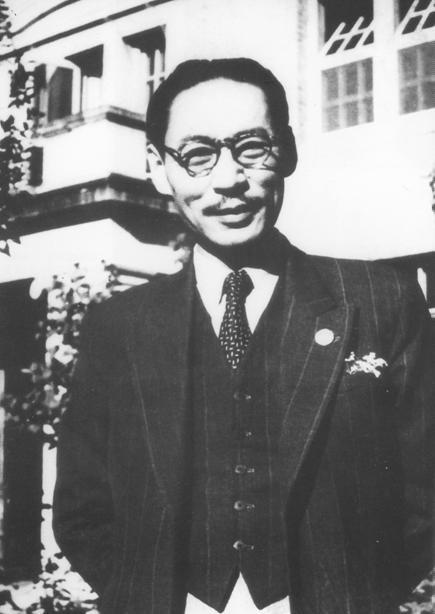
Shi Dongshan

Shi Dongshan (chinesisch 史东山, Pinyin Shǐ Dōngshān; bürgerlicher Name: Kuang Shao; * 29. Dezember 1902 in Haining, Zhejiang; † 23. Februar 1955) war ein chinesischer Filmregisseur.

## Leben
Er begann in den 1920er Jahren als Ausstatter und Darsteller beim Film. Sein Regiedebüt hatte er 1925. Bis 1930 war er bereits Regisseur mehrerer Filme, vornehmlich aus den Action-Genre. Für die Lianhua-Filmgesellschaft drehte er 1931 unter dem Namen „Tomsie Sze“ die Romanze Zwei Sterne in der Milchstraße (Yinhe Shuangxing) mit Jin Yan. In den 1930er Jahren fand Shi unter dem Einfluss linksorientierter Filmschaffender zum filmischen Realismus und nach dem Einmarsch der Japaner in China zu patriotischen Widerstandsfilmen wie Gongfu Guonan („Zusammen zur Rettung des Landes“) (1932), Renzhi Chu („Am Anfang des Menschen“) (1935) und Qingnian Jinxingqu („Marsch der Jugend“) (1937). Shi arbeitete danach in einer Theatergruppe in Chongqing. Nach dem Krieg kehrte er in die Filmmetropole Shanghai zurück und drehte 1947 seinen bedeutendsten Film Ba qian li lu yun he yue (八千里路云和月 – „Viertausend Kilometer unter Wolken und Mond“). Er ist autobiografisch gefärbt und hat den Widerstand gegen die japanische Besatzung aus der Sicht einer linken Theatergruppe zum Thema. Die Protagonistin des Films ist die Studentin Lingyu, gespielt von Bai Yang.
Für seinen letzten Film Xin er nu ying xiong zhuang („Eine Geschichte von neuen Helden“, 1951) schrieb er das Drehbuch und führte Regie.
Shi Dongshan starb durch Suizid.